# ساشا بورچرت
ساشا بورچرت (انگلیسی: Sascha Burchert؛ زادهٔ ۳۰ اکتبر ۱۹۸۹) بازیکن فوتبال اهل آلمان است.
از باشگاه‌هایی که در آن بازی کرده‌است می‌توان به باشگاه فوتبال هرتابرلین، باشگاه فوتبال گروتر فورث، و باشگاه فوتبال وولرنگا اشاره کرد.
وی همچنین در تیم ملی فوتبال جوانان آلمان بازی کرده‌است.